# エリック・アングル
エリック・アングル（Eric Angle 1967年8月8日-）は、アメリカの元プロレスラー。カート・アングルの兄にあたる。2000年にサバイバーシリーズで登場、2002年にOVWで活動し、2003年3月および5月に、スマックダウンに登場している。その後IWCで活動したあとに引退した。